# Wings at the Speed of Sound
Wings at the Speed of Sound es el quinto álbum de estudio de la banda de rock Wings, publicado el 25 de marzo de 1976 por MPL Communications y Capitol Records. El séptimo álbum de Paul McCartney, fue grabado y publicado durante el desarrollo de una larga gira mundial como promoción del álbum predecesor, Venus and Mars. A diferencia de trabajos anteriores, Wings at the Speed of Sound incluye una participación más equitativa del resto de componentes de Wings y un menor peso de McCartney en la composición.

## Historia
Tras una serie de conciertos en Australia en noviembre de 1975, Wings aprovechó un descanso en la gira para pasar las vacaciones con sus familias. En enero de 1976 reservaron los Abbey Road Studios de Londres para grabar su siguiente álbum, volviendo a grabar en Inglaterra por primera vez desde la grabación de Red Rose Speedway. Debido a los compromisos de la gira, el grupo no tuvo la oportunidad de trabajar en un local diferente, a pesar de su preferencia por un entorno más familiar. A finales de febrero el álbum estaba terminado y el grupo volvió a salir de gira.
Durante las sesiones de Wings at the Speed of Sound, McCartney se enfrentó a críticas en las que se razonaba que Wings no era un grupo per se, sino un vehículo para promocionar su propia música. Aun así, McCartney había intentado crear un grupo democrático durante la grabación de Red Rose Speedway. Sin embargo, el planteamiento fue desechado por su discográfica, y el grupo permaneció como una banda de respaldo de la música de McCartney. No obstante, y debido a las críticas, McCartney animó al resto del grupo a contribuir con al menos una canción durante las sesiones.
El ingeniero de grabación Peter Henderson comentó sobre la grabación del álbum: «Recuerdo uno de mis primeros trabajos, con Paul McCartney en Wings at the Speed of Sound. Hacía dos tomas de su voz y preguntaba: “¿Cuál es mejor?”, y cuando luego tocaba la guitarra, daba lo mejor de sí mismo».

## Recepción
Wings at the Speed of Sound fue publicado a finales de marzo de 1976 y recibió reseñas tibias por parte de la prensa especializada, muy por debajo del perfil de Band on the Run y Venus and Mars. La revista Rolling Stone describió el álbum como un «disco conceptual, como un día con los McCartney». Según la revista, la introducción, «Let 'em in», podía ser percibida como una invitación a los oyentes para unirse a los McCartney en un día de fantasía, con explicaciones de su filosofía en «Silly love songs», una parada para el almuerzo en «Cook of the house», y una oportunidad para conocer a los amigos de McCartney: Denny Laine en «The Note You Never Wrote», y Jimmy McCulloch en «Wino Junko».
No obstante, el álbum se convirtió en un éxito comercial y alcanzó el puesto 2 en las listas del Reino Unido, convirtiéndose en el cuarto álbum mejor vendido de 1976. En Estados Unidos, Wings at the Speed of Sound sobrepasó el éxito de sus trabajos anteriores y pasó siete semanas no consecutivas en el primer puesto de la lista Billboard, bloqueando la entrada del recopilatorio de The Beatles Rock 'n' Roll Music.
Gran parte del éxito de Wings at the Speed of Sound puede atribuirse a los dos sencillos extraídos del álbum. «Silly Love Songs», una respuesta a las críticas recibidas por parte de la prensa, fue publicado en abril y se convirtió en uno de los sencillos mejor vendidos de 1976. «Silly Love Songs» fue seguido en julio por el sencillo «Let 'Em In», que también escaló posiciones hasta el puesto 2 en Reino Unido y el 3 en Estados Unidos.
La publicación de Wings at the Speed of Sound fue seguida de la primera gira de McCartney en diez años por Estados Unidos, favoreciendo las ventas del álbum en Estados Unidos. Varios conciertos de la gira fueron grabados y conformaron el primer álbum en directo de Wings, Wings Over America, publicado unos meses más tarde.

## Portada
Al igual que Venus and Mars, la portada de Wings at the Speed of Sound es obra del grupo de diseño gráfico Hipgnosis y de George Hardie. Sin embargo, y a diferencia de su predecesor, el álbum no fue publicado en formato libro y no incluye ni pósteres ni la letra de las canciones. Las fotografías del grupo fueron tomadas por Clive Arrowsmith.

## Reediciones
En 1993, Wings at the Speed of Sound fue remasterizado y reeditado en formato CD como parte de la serie The Paul McCartney Collection con tres temas extra: el sencillo «Walking in the Park with Eloise», que Wings grabó bajo el seudónimo de The Country Hams y compuesto por el padre y la madre de Paul McCartney, y su cara B, «Bridge on the River Suite», así como el sencillo «Junior's Farm» y su cara B «Sally G», todos ellos grabados en Nashville (Tennessee) en 1974.
En noviembre de 2014, Hear Music y Concord Music Group reeditaron una versión remasterizada de Wings at the Speed of Sound y de Venus and Mars como parte de la serie The Paul McCartney Archive Collection. La reedición fue publicada en varios formatos: una edición estándar, con el disco original remasterizado en los Abbey Road Studios de Londres y un segundo álbum con siete descartes y grabaciones en directo; una edición deluxe en formato de caja recopilatoria con los dos CD de la edición estándar más un DVD y un libro de 128 páginas con material de archivo, y una edición en disco de vinilo. Previo a su publicación, McCartney compartió a través de un chat en Twitter una versión de «Beware My Love» inédita, con John Bonham en la batería, incluida en el material extra de la reedición.

## Lista de canciones
Todas las canciones escritas y compuestas por Paul y Linda McCartney excepto donde se anota. 
| Cara A |                                                         |                              |          |  |
| N.º    | Título                                                  | Escritor(es)                 | Duración |  |
| 1.     | «Let 'Em In»                                            |                              | 5:10     |  |
| 2.     | «The Note You Never Wrote» (voz principal: Denny Laine) | Paul & Linda McCartney       | 4:19     |  |
| 3.     | «She's My Baby»                                         |                              | 3:06     |  |
| 4.     | «Beware My Love»                                        |                              | 6:27     |  |
| 5.     | «Wino Junko» (voz principal: Jimmy McCulloch)           | Jimmy McCulloch, Colin Allen | 5:19     |  |

| Cara B |                                                           |              |          |  |
| N.º    | Título                                                    | Escritor(es) | Duración |  |
| 6.     | «Silly Love Songs»                                        |              | 5:53     |  |
| 7.     | «Cook of the House» (voz principal: Linda McCartney)      |              | 2:37     |  |
| 8.     | «Time to Hide» (voz principal: Denny Laine)               | Denny Laine  | 4:32     |  |
| 9.     | «Must Do Something About It» (voz principal: Joe English) |              | 3:42     |  |
| 10.    | «San Ferry Anne»                                          |              | 2:06     |  |
| 11.    | «Warm and Beautiful»                                      |              | 3:12     |  |

| Reedición de 1993: Temas extra |                                                                                |                    |          |  |
| N.º                            | Título                                                                         | Escritor(es)       | Duración |  |
| 12.                            | «Walking in the Park with Eloise» (grabada en Nashville como The Country Hams) | Jim/Mary McCartney | 3:07     |  |
| 13.                            | «Bridge over the River Suite» (grabada en Nashville como The Country Hams)     |                    | 3:12     |  |
| 14.                            | «Sally G» (Cara B del sencillo «Junior's Farm»)                                |                    | 3:37     |  |

| Reedición de 2014: Disco dos |                                                                     |          |  |
| N.º                          | Título                                                              | Duración |  |
| 1.                           | «Silly Love Songs» (Demo)                                           | 2:45     |  |
| 2.                           | «She’s My Baby» (Demo)                                              | 3:46     |  |
| 3.                           | «Message To Joe»                                                    | 0:24     |  |
| 4.                           | «Beware My Love» (Versión de John Bonham)                           | 5:35     |  |
| 5.                           | «Must Do Something About It» (Versión con McCartney como vocalista) | 3:37     |  |
| 6.                           | «Let 'Em In» (Demo)                                                 | 4:19     |  |
| 7.                           | «Warm And Beautiful» (Demo instrumental)                            | 1:29     |  |

| Reedición de 2014: DVD |                                |          |  |
| N.º                    | Título                         | Duración |  |
| 1.                     | «Silly Love Songs» (Videoclip) |          |  |
| 2.                     | «Wings Over Wembley»           |          |  |
| 3.                     | «Wings In Venice»              |          |  |

## Personal
Wings
- Paul McCartney: voz principal y coros, bajo, guitarras y sintetizadores
- Linda McCartney: sintetizadores y coros
- Denny Laine: guitarra rítmica, piano, bajo y coros
- Jimmy McCulloch: guitarra acústica y pandereta
- Joe English: batería y coros

Otros músicos
- Tony Dorsey: trombón
- Thaddeus Richard: saxofón, clarinete y flauta
- Steve Howerd: trompeta y fliscorno
- Howie Casey: saxofón

## Posición en listas
| País           | Lista                     | Posición |
| -------------- | ------------------------- | -------- |
| Alemania       | Media Control Chart       | 32       |
| Australia      | ARIA Albums Chart         | 2        |
| Canadá         | RPM Albums Chart          | 1        |
| España         | Spanish Albums Chart      | 15       |
| Estados Unidos | Billboard 200             | 1        |
| Estados Unidos | Cashbox Albums Chart      | 1        |
| Estados Unidos | Record World Albums Chart | 1        |
| Italia         | Italian Albums Chart      | 8        |
| Noruega        | Norwegian Top 40 Albums   | 2        |
| Nueva Zelanda  | New Zealand Music Charts  | 2        |
| Países Bajos   | Mega Albums Top 100       | 3        |
| Reino Unido    | UK Albums Chart           | 2        |
| Suecia         | Swedish Albums Chart      | 7        |

| Sencillo           | País           | Lista                     | Posición |
| ------------------ | -------------- | ------------------------- | -------- |
| «Silly Love Songs» | Australia      | ARIA Singles Chart        | 20       |
| «Silly Love Songs» | Canadá         | RPM Singles Chart         | 1        |
| «Silly Love Songs» | Estados Unidos | Adult Contemporary Tracks | 1        |
| «Silly Love Songs» | Reino Unido    | UK Singles Chart          | 2        |
| «Let 'Em In»       | Australia      | ARIA Singles Chart        | 65       |
| «Let 'Em In»       | Canadá         | RPM Singles Chart         | 3        |
| «Let 'Em In»       | Estados Unidos | Adult Contemporary Tracks | 1        |
| «Let 'Em In»       | Reino Unido    | UK Singles Chart          | 2        |

## Certificaciones
| Fecha                   | País           | Organismo certificador | Certificación | Ventas certificadas |
| ----------------------- | -------------- | ---------------------- | ------------- | ------------------- |
| 1 de abril de 1976      | Reino Unido    | BPI                    | Oro           | 100 000             |
| 3 de mayo de 1976       | Estados Unidos | RIAA                   | Platino       | 1 000 000           |
| 31 de diciembre de 1976 | Francia        | SNEP                   | Oro           | 343 000             |